# Havoise av Bretagne
Havoise av Bretagne, född 1101, död efter 1118, var grevinna av Flandern som gift med greve Balduin VII av Flandern. 
Hon gifte sig vid nio års ålder 1110 med Balduin VII. Påven Paschal II ogiltigförklarade äktenskapet med hänvisning till förbjuden släktskap vid okänt datum. Troligen vid ungefär samma tidpunkt som Bretagne fortsatte alliansen med hertigdömet Normandie och kungadömet England medan Flandern närmade sig kungadömet Frankrike, vilket gjorde äktenskapet politiskt olämpligt. Äktenskapet var barnlöst. 
Hon återvände till Bretagne. Hennes bror Conan III gjorde år 1118 enligt Cartulaire générale du Morbihan, Tome I, 1118, en donation tillsammans med Havise och deras mor, Ermengarda, vid klostret Sainte-Croix i Quimperlé. Hawise eller Agnes (Haduisa soror comitis Conani) och hennes svägerska, Matilde (Mathilda comitissa), undertecknade enligt dokument nr LII i Recueil d'actes inédits des ducs et princes de Bretagne ett donationsdokument, gjord av Hertig Conan III, vid klostret Mont-Saint-Michel. 